# Segunda Conferencia Especializada Interamericana sobre Derecho Internacional Privado
La Segunda Conferencia Especializada Interamericana sobre Derecho Internacional Privado (abreviada como CIDIP II) fue una conferencia sobre derecho internacional privado celebrada del 23 de abril al 8 de mayo de 1979 en Montevideo, Uruguay. A la conferencia, organizada por la Organización de los Estados Americanos (OEA) y convocada con el propósito de continuar los trabajos de CIDIP I, asistieron delegados de veinte países miembros de la organización. Producto de los trabajos de esta conferencia, se aprobaron siete convenciones y un protocolo adicional, todos en diversas materias del derecho internacional privado.

## Antecedentes y desarrollo
En la resolución final de la Conferencia de Panamá (CIDIP I) se recomendó convocar a una segunda conferencia especial para continuar la codificación del derecho internacional privado, y se propuso como sede a Uruguay. Esta propuesta se elevó a la Asamblea General de la OEA para realizar por el Consejo Permanente una agenda y determinar los temas no cubiertos en la CIDIP I y revisar las propuestas presentadas por la Inter-American Bar Association, que por resolución AG/Res. V-0/75 de la Asamblea General de la OEA se convocó la Segunda Conferencia a realizarse en 1979 en Montevideo.
El Consejo Permanente aprobó en mayo de 1978 el proyecto de reglamento de la Segunda Conferencia y el Comité Jurídico Interamericano trabajó en los proyectos de convenciones sobre los temas incluidos en la lista. Para 1979 ya había un borrador final de la agenda, que pretendía cubrir temas como pruebas e información del derecho extranjero, medidas cautelares, cheques, derecho mercantil internacional, capacidad, domicilio, reconocimiento de sentencias extranjeras, compraventa internacional, transporte marítimo internacional y principios generales de derecho internacional privado.
La conferencia comenzó el 23 de abril de 1979 en Montevideo, a la que asistieron delegados de veinte países de América, algunos de ellos diplomáticos y otros juristas o legisladores, además de la presencia de observadores de organizaciones internacionales. La agenda propuesta se aprobó con la excepción de la materia de compraventa internacional y a continuación se establecieron dos grupos de trabajo, uno sobre derecho procesal y el otro sobre materias del derecho internacional privado.
Producto del trabajo de estas comisiones se elaboraron cuatro modelos de convenciones, que fueron analizados por la asamblea en sucesivas reuniones, que al final terminaron con ocho instrumentos internacionales aprobados por mayoría, además de una serie de resoluciones que plantean los temas no culminados y la necesidad de convocar a una nueva conferencia para continuar el trabajo.

## Tratados
Los tratados aprobados fueron:
- Convención Interamericana sobre Conflictos de Leyes en Materia de Cheques de 1979
- Convención Interamericana sobre Conflictos de Leyes en Materia de Sociedades Mercantiles
- Convención Interamericana sobre Domicilio de las Personas Físicas en el Derecho lnternacional Privado
- Convención Interamericana sobre Ejecución de Medidas Cautelares
- Convención Interamericana sobre Normas Generales de Derecho Internacional Privado
- Convención Interamericana sobre Eficacia Extraterritorial de las Sentencias y Laudos Arbitrales Extranjeros
- Convención Interamericana sobre Pruebas e Información acerca del Derecho Extranjero
- Protocolo Adicional a la Convención Interamericana sobre Exhortos o Cartas Rogatorias